# ثيسبياي
ثيسبيي (Θεσπιαί) هي بلدة في فويوتيا في مقاطعة كينتريكي إلادا في اليونان.
يبلغ عدد سكانها حوالي 1294 نسمة.